# Emma Jensen
Pour les articles homonymes, voir Jensen.
Pas d'image ? Cliquez ici

a Compétitions nationales et continentales officielles uniquement.

b Matchs officiels uniquement.
Emma Jensen, née le 25 novembre 1977 à Masterton (Nouvelle-Zélande), est une joueuse internationale néo-zélandaise de rugby à XV occupant le poste de demi de mêlée.
Elle participe à quatre éditions de la Coupe du monde, remportant les éditions de 2002, 2006 et 2010.

## Biographie
Emma Jensen fait ses débuts internationaux en 2002 lors de la Coupe du monde 2002 contre l'Allemagne.
Elle remporte la Coupe du monde 2006 et termine meilleure réalisatrice de son équipe avec 34 points inscrits : 1 essai, 10 transformations, 3 pénalités pour 5 matchs disputés (4 titularisations).

## Palmarès
- 49 sélections en équipe de Nouvelle-Zélande.
- Vainqueur de la Coupe du monde en 2002, en 2006 et 2010.